# Iglesia de San Francisco Javier (Palermo)

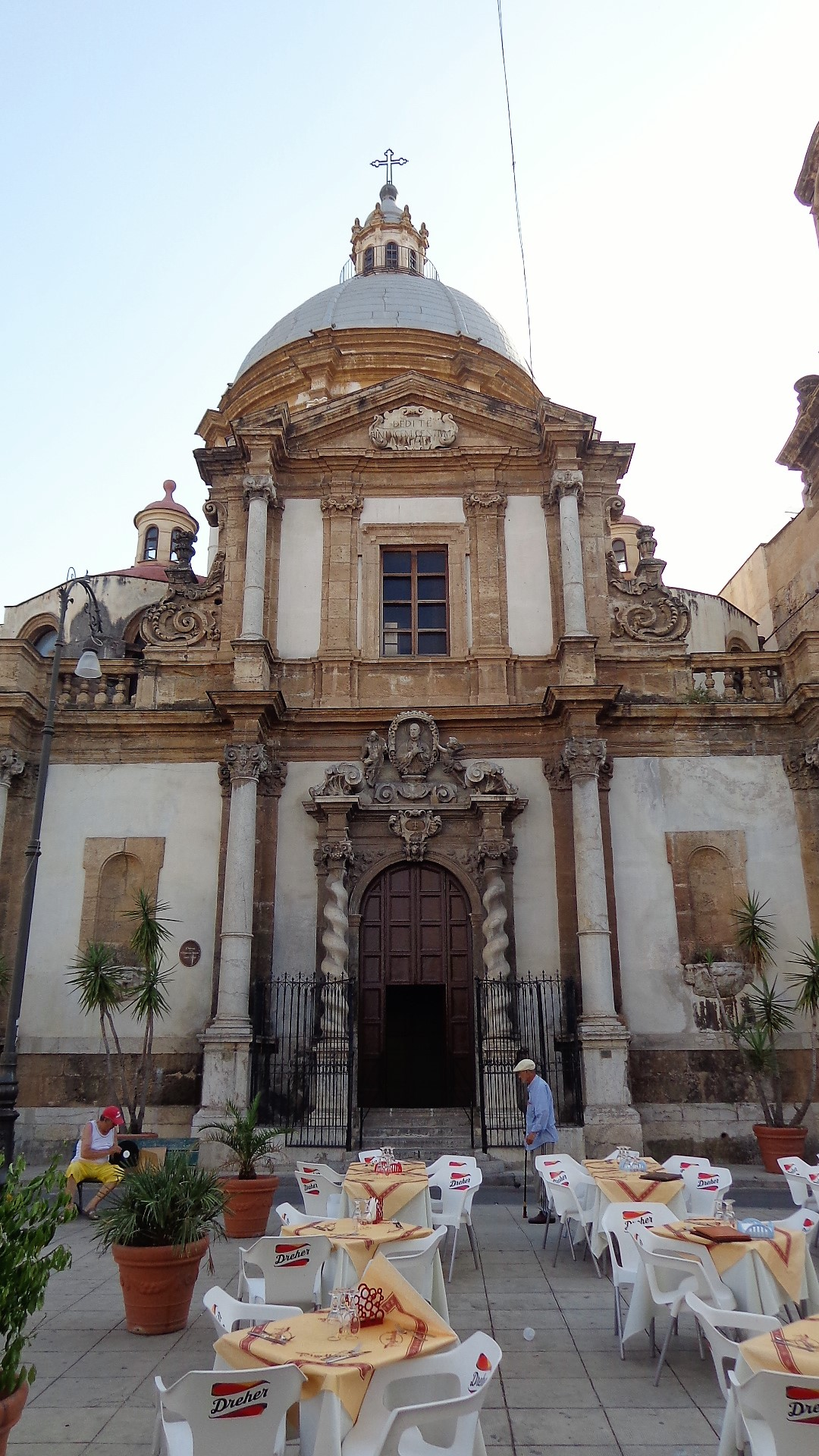
Fachada

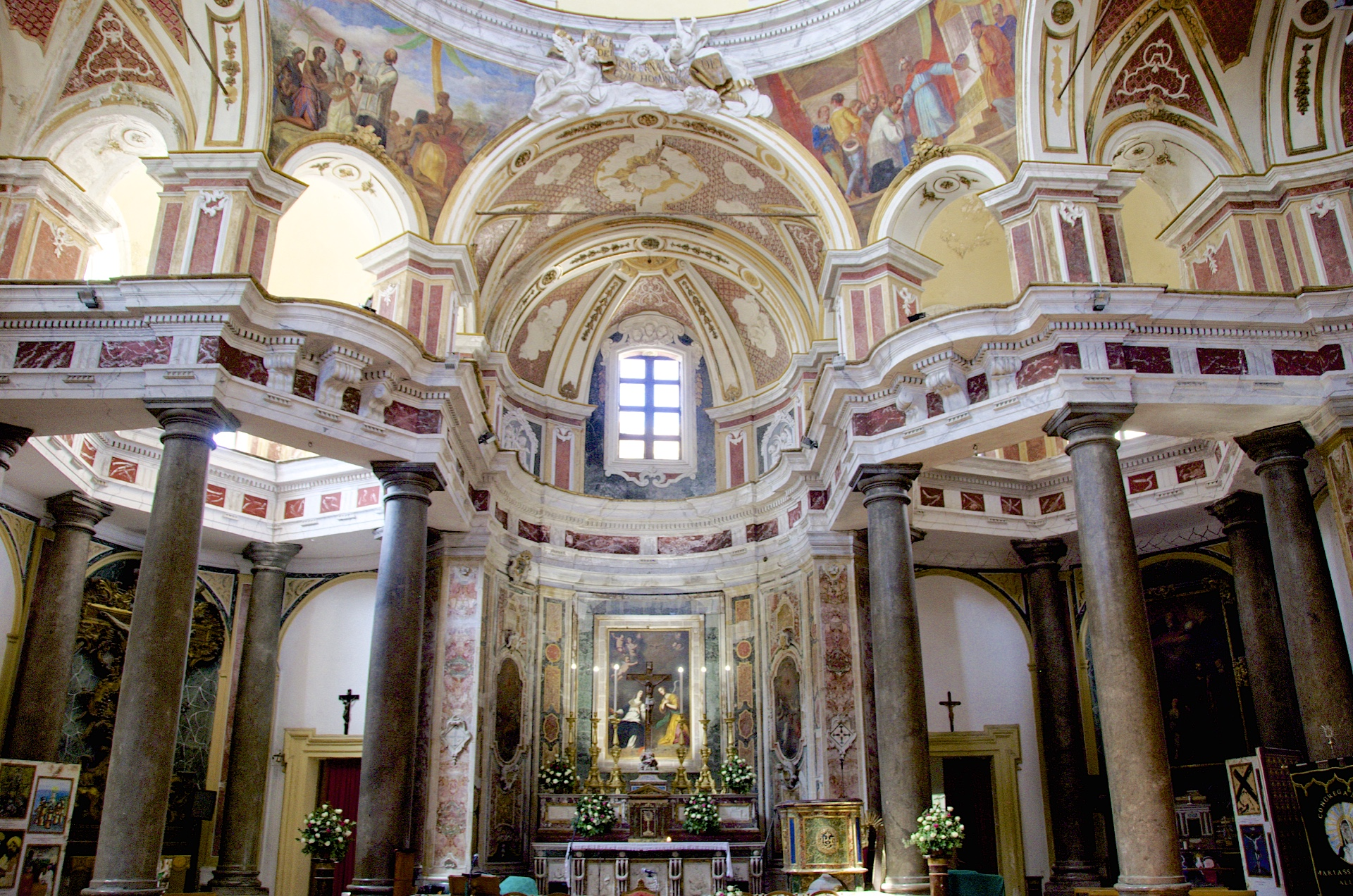
Interior

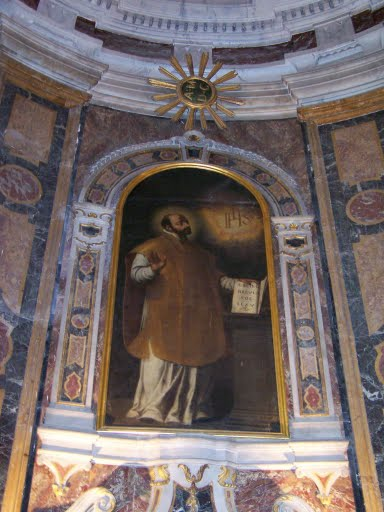
Fresco que representa a San Ignacio de Loyola

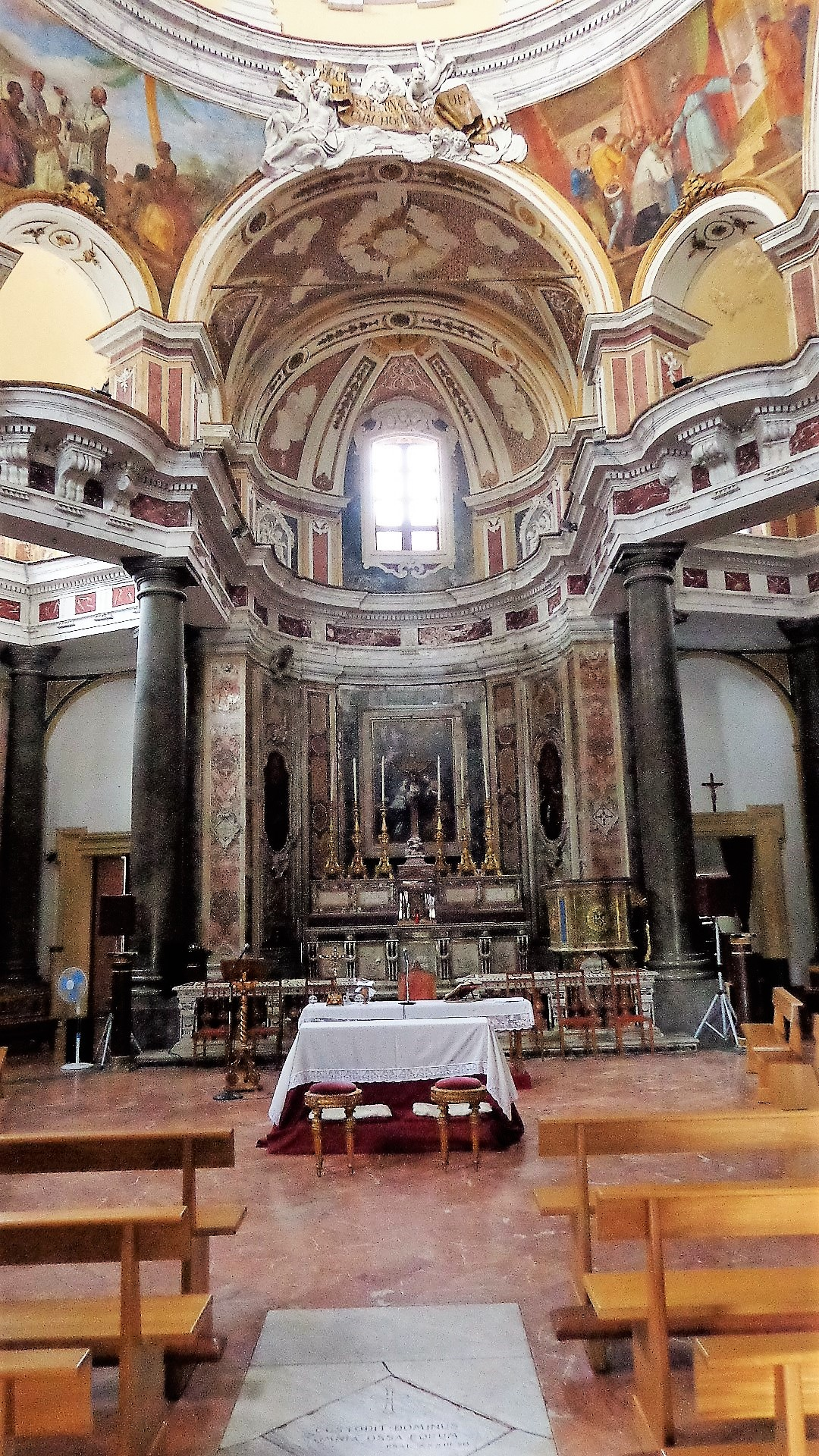
Nave

La iglesia San Francisco Javier (en italiano: chiesa di San Francesco Saverio all'Albergheria) es una iglesia de Palermo (Italia) construida a partir de 1684, a instancias de la Compañía de Jesús, por el arquitecto Angelo Italia, originario de Licata, siendo un lugar de culto ubicado en el centro histórico de Palermo en el distrito Palacio Real o Albergaria. Esta dedicada a San Francisco Javier.

## Historia
- 20 de septiembre de 1633: Los padres de la Compañía de Jesús fundan su cuarta casa de tercera probación en Palermo bajo la advocación de San Francisco Javier y patrocinio de la marquesa de Giarratana Giovanna Aragona Ventimiglia se casó con Settimo.
- 1634, el cardenal Giannettino Doria bendice el primer núcleo.
- 1680, se inician las obras de construcción de la nueva Casa Jesuita. En 1685 se inició la reconstrucción del templo en magníficas formas basadas en un diseño del jesuita Angelo Italia.

- La obra terminó en 1710 y, como se puede leer en la placa colocada en el lado derecho de la entrada, el 24 de noviembre de 1711 fue consagrada al culto por Bartolomeo Castelli de Palermo, obispo de Mazara del Vallo. En cambio, algunos documentos afirman que los escultores y marmolistas trabajaron en ella hasta 1743, reemplazando las decoraciones de estuco anteriores. La iglesia, clara representación de las producciones barrocas en Sicilia, está ubicada en el distrito de Albergheria, en el lugar anteriormente ocupado por un número considerable de edificios, demolidos para dar lugar a la construcción de la casa de la Tercera Prueba de la Orden de los Jesuitas (que existió hasta cerca de 1960), llamada así porque en ella los jóvenes jesuitas hacían voto de fidelidad al Papa.

- 1767, Supresión de la Compañía de Jesús. En Palermo los jesuitas son reconocidos solo para la tarea de la enseñanza escolar.

## Arquitectura

### Exterior

#### Cúpula
El exterior tiene una cúpula central y cuatro cúpulas más pequeñas, así como un campanario del mismo estilo arquitectónico con un reloj que ya no es funcional.
La cúpula grande y alta descansa sobre cuatro pechinas que representan escenas de la vida de San Francisco Javier. Está enriquecido por ocho ventanas, en referencia a la Resurrección de Jesús en el octavo día de la semana. El simbolismo religioso se puede encontrar en las formas del cuadrado, el círculo y las cúpulas que, además de representar la idea de perfección y equilibrio, son una clara alusión al encuentro entre la dimensión terrenal (las cuatro direcciones del mundo) y la gloria de Dios en el Resucitado (la cúpula como cielo abierto).

#### Fachada
La fachada se divide en dos órdenes: la parte inferior, más ancha, está marcada por pilastras en caliza local y espacios blancos que albergan cuatro nichos sostenidos por alféizares de ventana en piedra Billiemi. Estos fueron diseñados para albergar estatuas de santos jesuitas, pero nunca se construyeron. En el centro está el portal del siglo XVIII. A los lados dos columnas retorcidas sostienen tantas volutas y en el caparazón está representado San Francisco Javier con un lirio y un corazón abierto, coronado por dos putti. En cambio, un cangrejo sosteniendo una cruz está representado debajo del busto del santo. Según una leyenda, de hecho, Francisco Javier perdió su crucifijo en un río un día y un cangrejo se lo trajo.
En el segundo orden de la fachada solo se eleva la parte central con dos columnas que sostienen el tímpano. En el interior, una cartela de mármol dice en latín: Dedi te in lucem gentium (en español: "Te he establecido como la luz de las naciones"). La frase está contenida en el Libro de Isaías en referencia a Jesucristo, pero en este caso su significado también se extiende a San Francisco Javier, en memoria de su obra evangelizadora. El campanario tiene un juego de formas cóncavas y convexas, diseñado de esta manera para dar probablemente mayor simetría a la fachada. También se planeó un segundo campanario, pero nunca se construyó. Al interior de la iglesia se accede a través de siete escalones, en referencia a los siete días de la creación del mundo.

### Interior
El edificio tiene planta de cruz griega y seis capillas laterales menores contenidas dentro de espacios hexagonales separados por columnas dóricas en piedra Billiemi. En total, las columnas son 24 para simbolizar las 12 tribus del Antiguo Testamento y los 12 apóstoles del Nuevo Testamento. También aluden a los 24 ancianos del Apocalipsis.
El ciclo de frescos que componen el aparato pictórico es una obra temprana de Tommaso Maria Sciacca.

#### Hemiciclo derecho
- Primera cúpula noreste: Ermita de Santa Rosalía. Entorno dedicado a Santa Rosalía, patrona de Palermo.
  - A la izquierda se encuentra una vara con el simulacro de San Miguel Arcángel, una estatua de madera realizada por Antonino Rallo en 1694,[2] procedente de la iglesia de San Michele Arcangelo en la Casa Professa.
- Brazo derecho o norte: Capilla de San Francesco Saverio . Sala dedicada a San Francisco Javier . En el alzado hay un cuadro que representa a San Francesco Saverio, obra atribuida a Pietro Novelli. Altos relieves de mármol, decoraciones de mármol mezclaban obras de los hermanos Leonardo y Filippo Pennino, y los querubines de Vincenzo Vitaliano. Debajo del altar un lienzo con un durmiente.
  - A la izquierda hay una caja de madera que contiene una estatua de los Dolores.
- Segunda cúpula noroeste: Capilla de la Sagrada Familia. Sala dedicada a la Sagrada Familia, alberga un lienzo de estilo Novellesco que representa a la Sagrada Familia del siglo XVII.

#### Hemiciclo izquierdo
- Primera cúpula sureste: Capilla de San Calcedonio. San Calcedonio se reproduce en una pintura de 1754 de Gaspare Serenari. A su alrededor, unos ángeles esculpidos por Tommaso Maria Sciacca en el siglo XVIII.
- Brazo izquierdo o sur: Capilla de Sant'Ignazio di Loyola. Sala dedicada a San Ignacio de Loyola con tres cuadros que representan al fundador de la Compañía de Jesús en medio de decoraciones en mármoles mixtos.
- Segunda cúpula suroeste: Capilla del Santo Crucifijo. En la elevación hay un crucifijo de madera que data del siglo XIX, un artefacto engastado en un relicario de estilo rococó.

#### Presbiterio

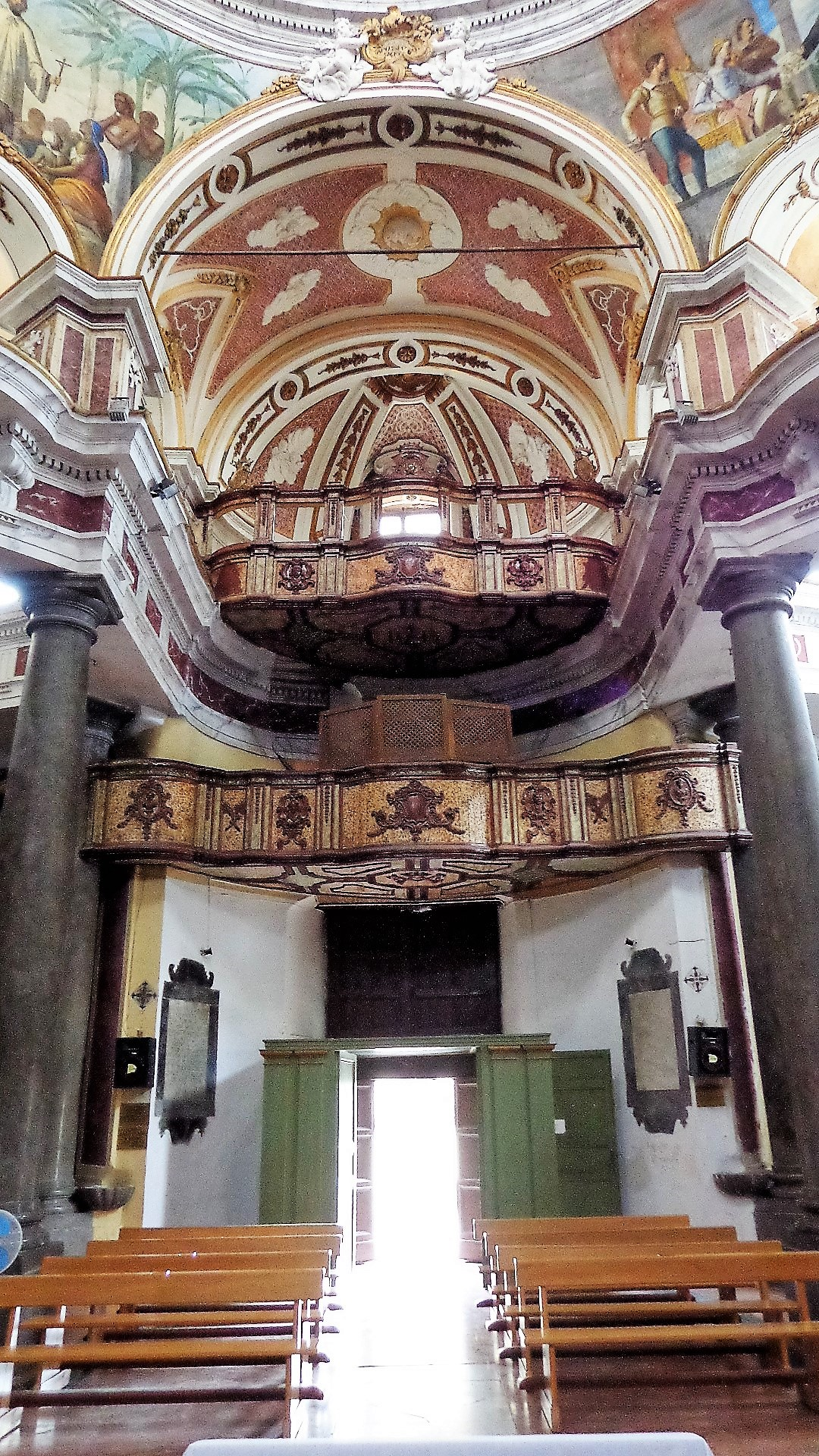
Contra-fachada

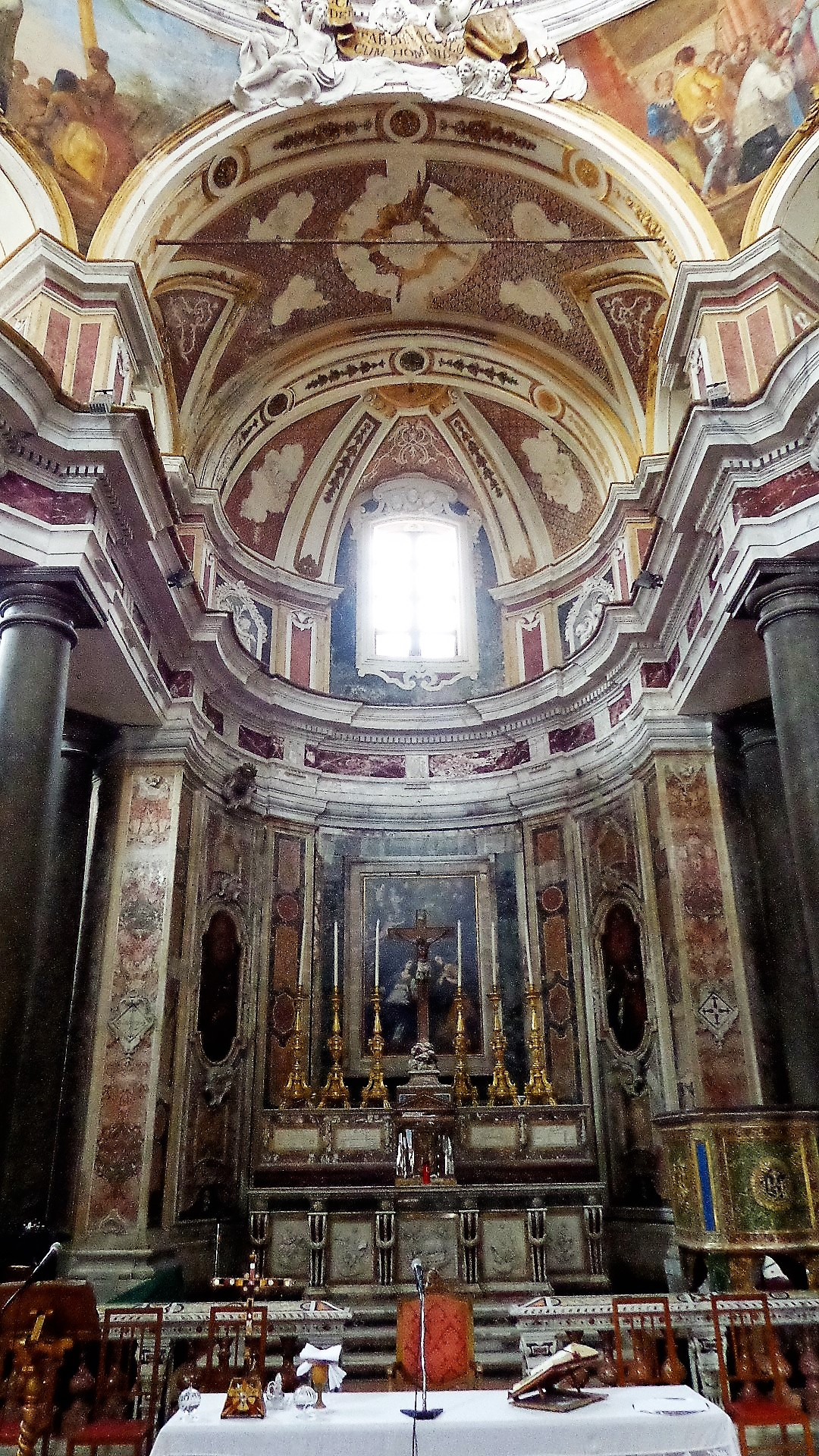
Presbiterio

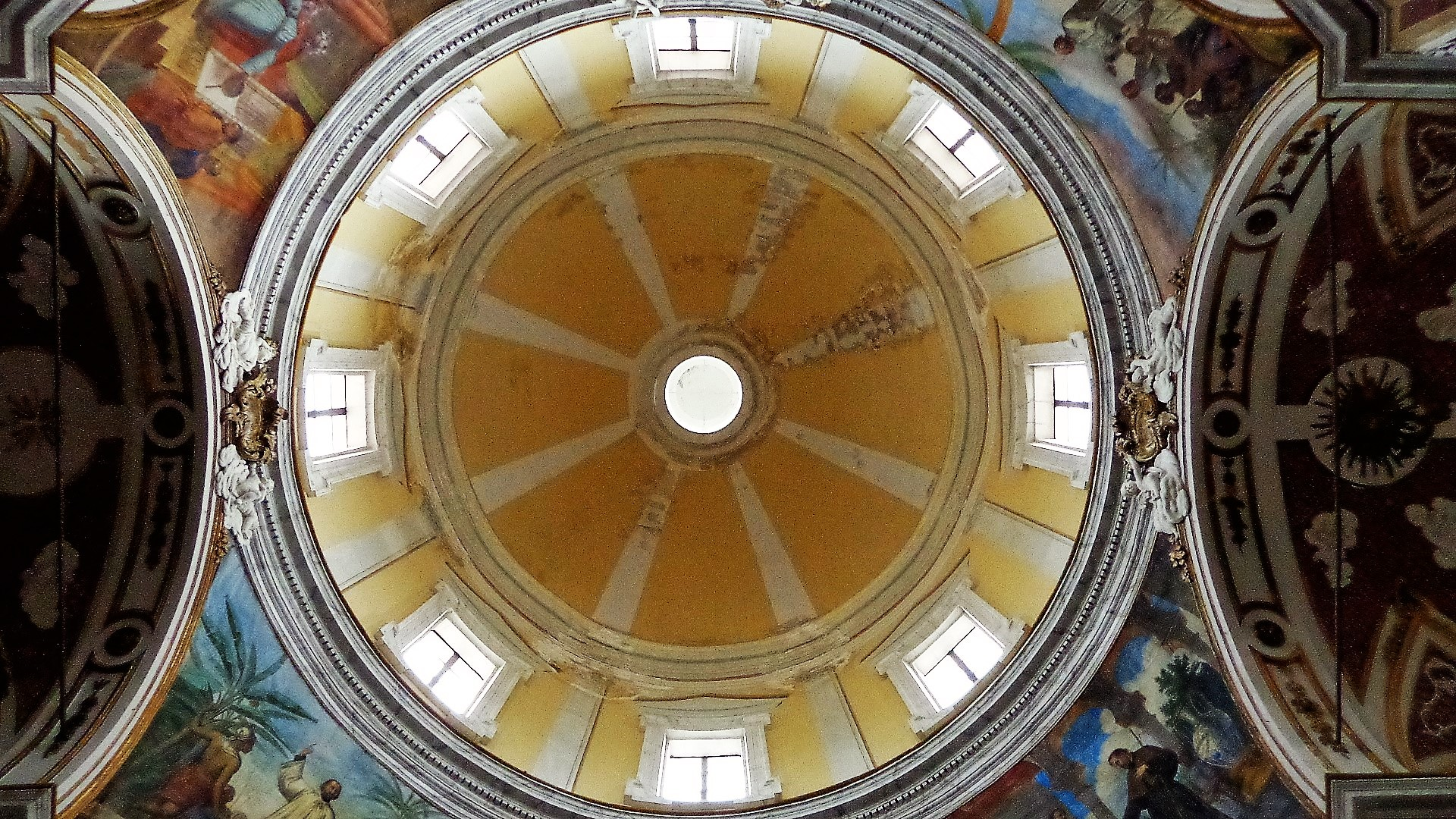
Cúpula

El alto altar, hecho por Marino Tarsia en 1735, representa la gloria del Cordero y los símbolos de los 4 evangelistas. Está coronado por un retablo que representa la Anunciación de la Virgen.
La decoración de la iglesia refleja los aspectos típicos del barroco siciliano, con sus mármoles, estucos, frescos, pinturas (decorando principalmente las paredes del ábside y capillas), jaspe y pastas de vidrio.
En 1993, el edificio se enriqueció con las 15 estaciones del Viacrucis, concebido por Luigi Badagliacco y creado por 15 artistas italianos y extranjeros contemporáneos.

## Casa de los jesuitas
Casa Cuarta o Casa de Tercera Prueba .Aquí los nuevos sacerdotes de la Compañía de Jesús, después de recibir la ordenación, completaban el período del segundo noviciado, antes de hacer la profesión solemne del cuarto voto.
- 1636, la estructura fue construida en el barrio antiguo de la Albergheria, en el área donde hoy se encuentra la residencia universitaria de San Francisco Javier.
- 1680, al principio esta construcción era bastante modesta, pero en 1680 comenzó a agrandarse. Se ha iniciado la construcción de la nueva Casa Jesuita.
- En 1710 se construye la suntuosa iglesia junto a la institución.
- 1767, Supresión de la Compañía de Jesús. En Palermo los jesuitas son reconocidos solo por la tarea de la enseñanza escolar.
- 1778, el rey Fernando I de las Dos Sicilias asigna la institución a "Casa de educación para gente baja".
- 1800, La casa de la educación fue trasladada a la Rocca y el local de la antigua casa de los jesuitas se transformó en un hospital militar. En esta coyuntura, el edificio se amplió agregando una tercera elevación. Este hospital permaneció activo hasta 1852, año en el que fue trasladado al antiguo Convento de Santa Cita, donde actualmente se encuentra el cuartel "Giuseppe Cangialosi" Guardia di Finanza.

Después de los disturbios de Palermo de 1848, el Gran Hospital y el Palacio Nuevo Sclafani, que luego se convirtió en un cuartel, finalmente se trasladó a esta ubicación. Las funciones del hospital "cívico" funcionaron hasta los años treinta del siglo XX, cuando el hospital fue trasladado gradualmente al nuevo Hospital Cívico en el distrito "Filiciuzza".
El 8 de septiembre de 1943, todo el complejo fue fuertemente golpeado y dañado durante los ataques aéreos en el contexto de los bombardeos urbanos de la Segunda Guerra Mundial.
En los años sesenta, una desafortunada elección de la Universidad de Estudios decretó toda la cuestionable demolición.
La sustitución del antiguo claustro por uno moderno de hormigón armado mal diseñado provocó el derrumbe de un ala que desfiguró la fachada de la iglesia del Crucifijo en la Albergheria, provocando nuevas controversias feroces y animadas.

## Galería de imágenes

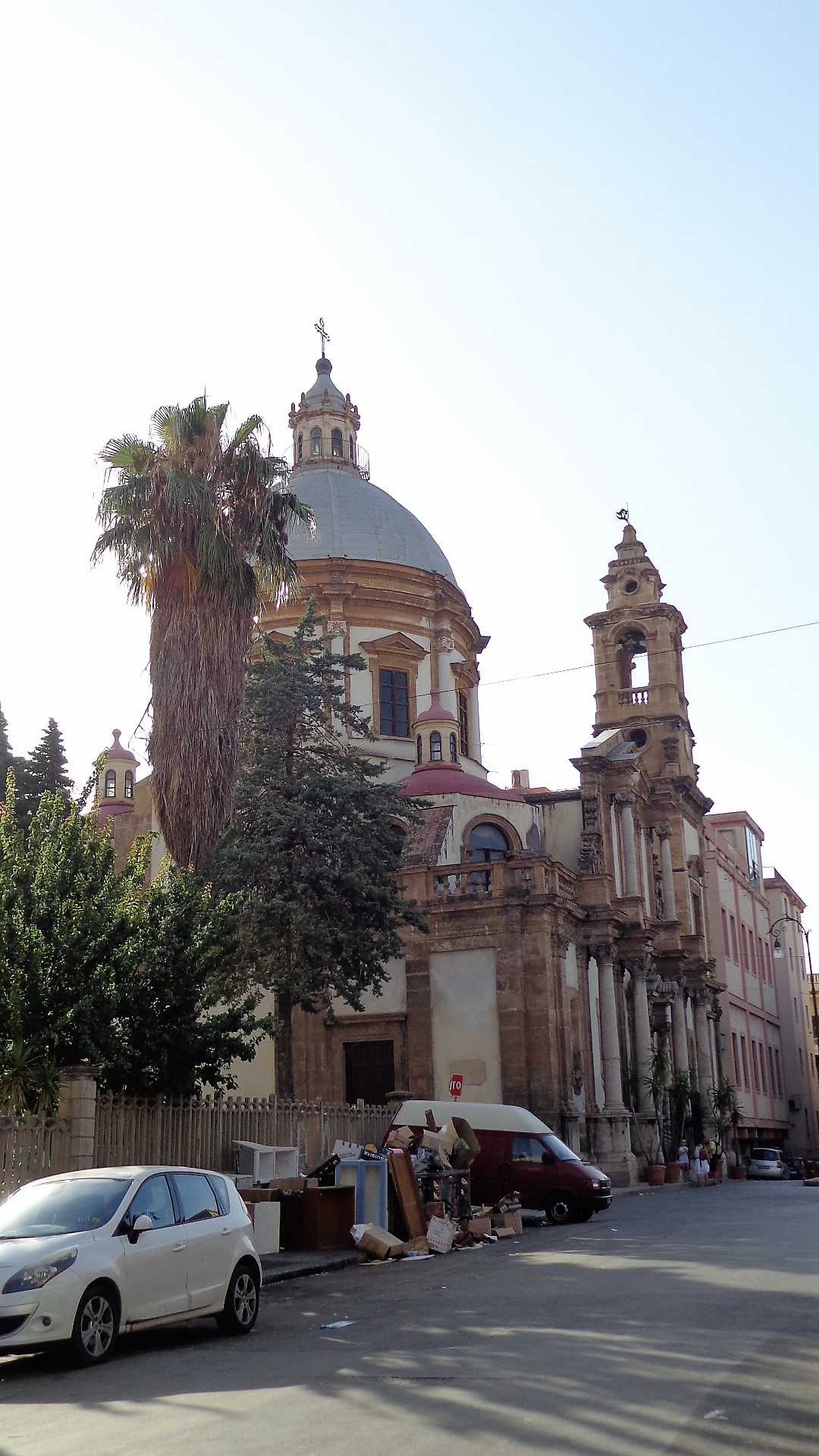
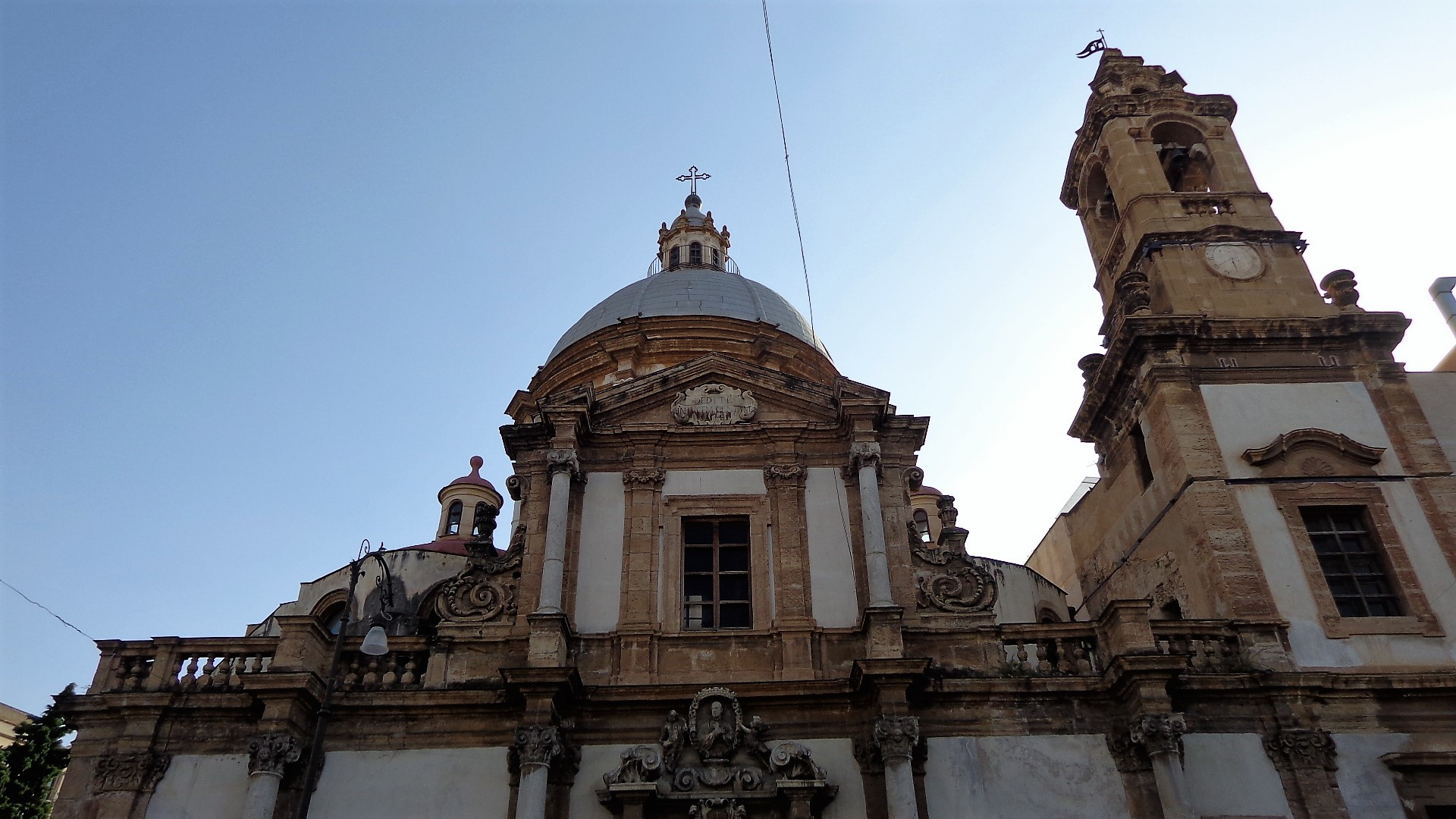
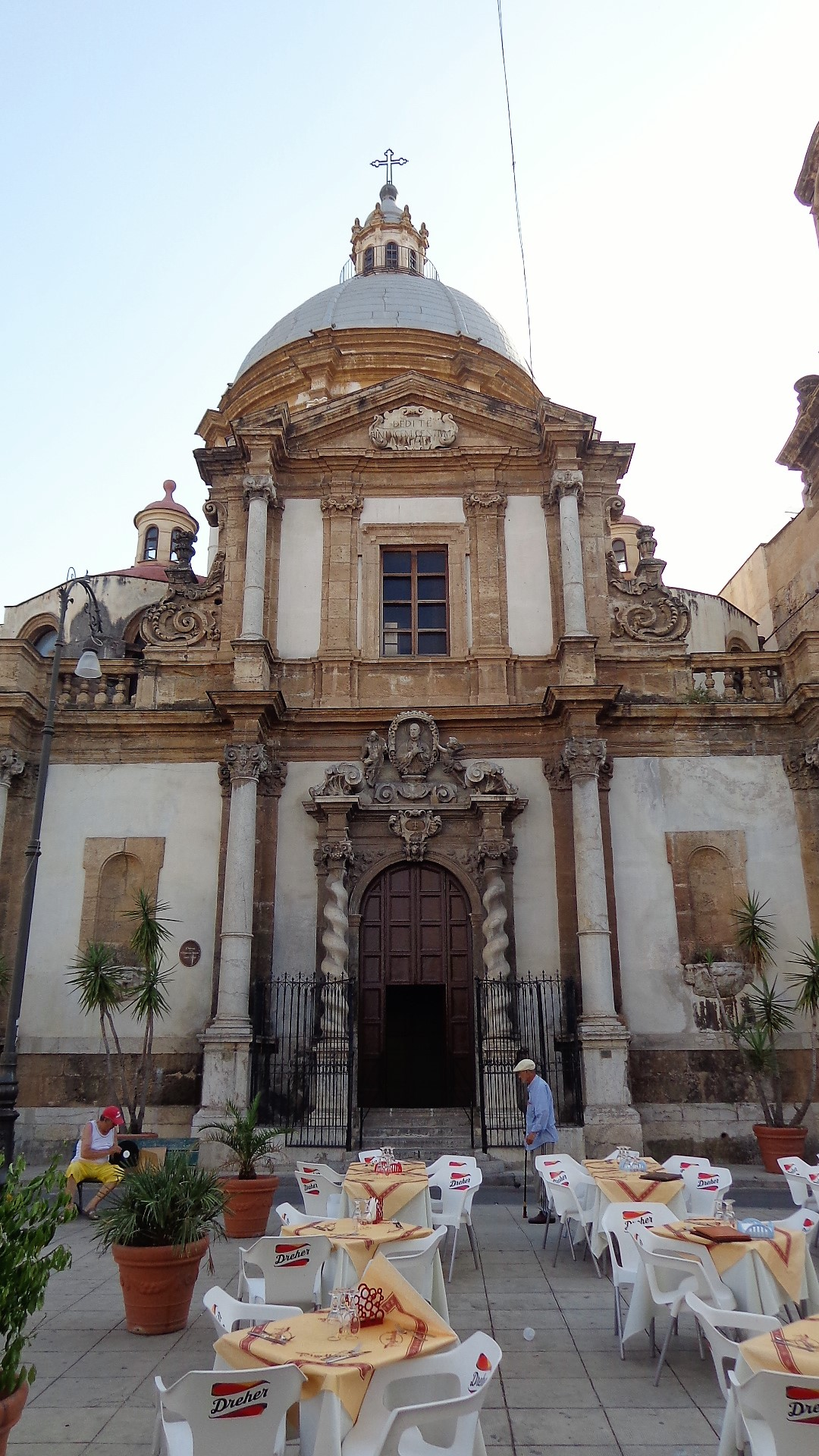
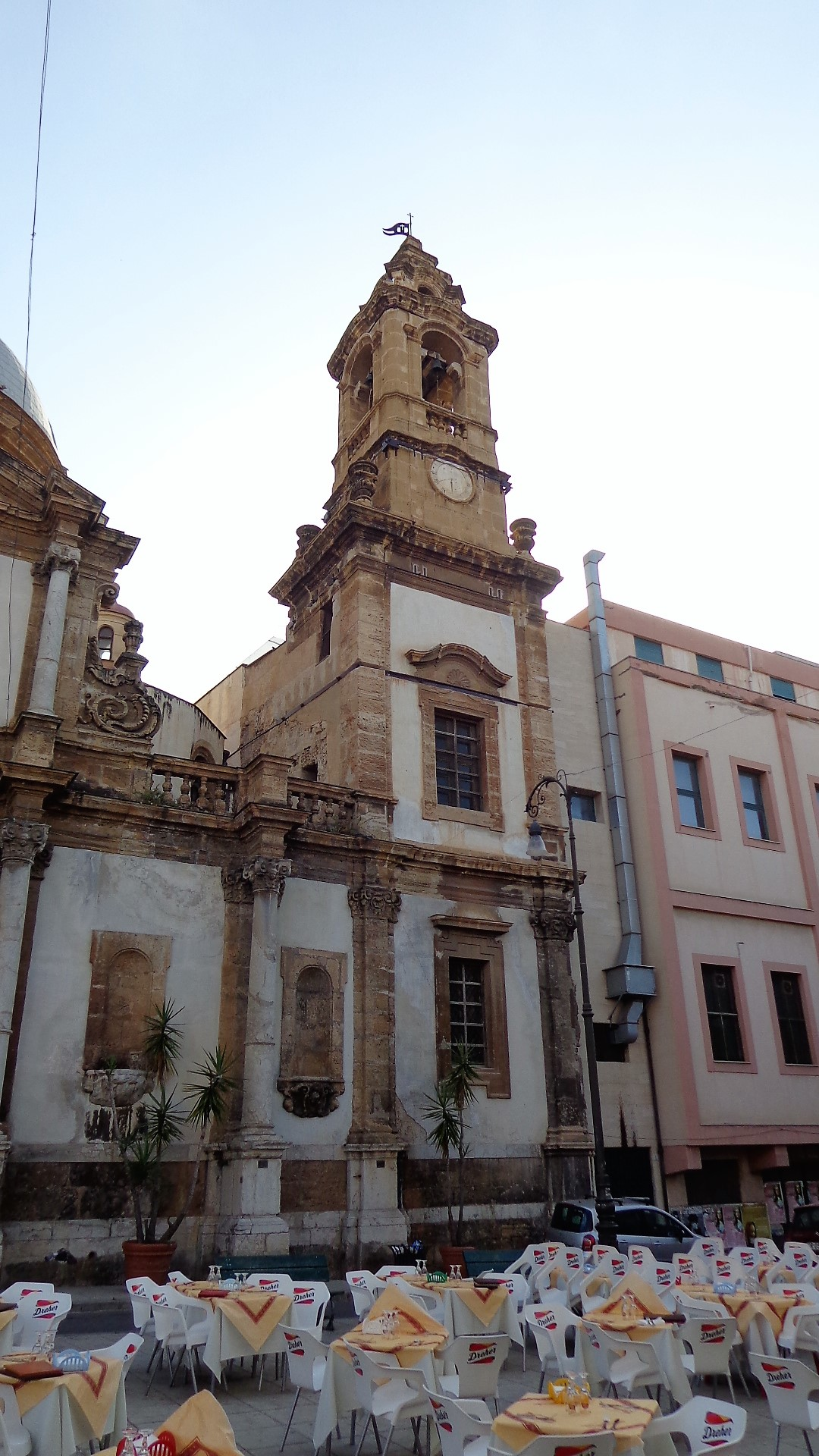